# Tony Rayapin
Tony Rayapin (21 febbraio 1985) è un ex giocatore di football americano francese che ha giocato come defensive back.